# Oberes Schloss Schmidmühlen

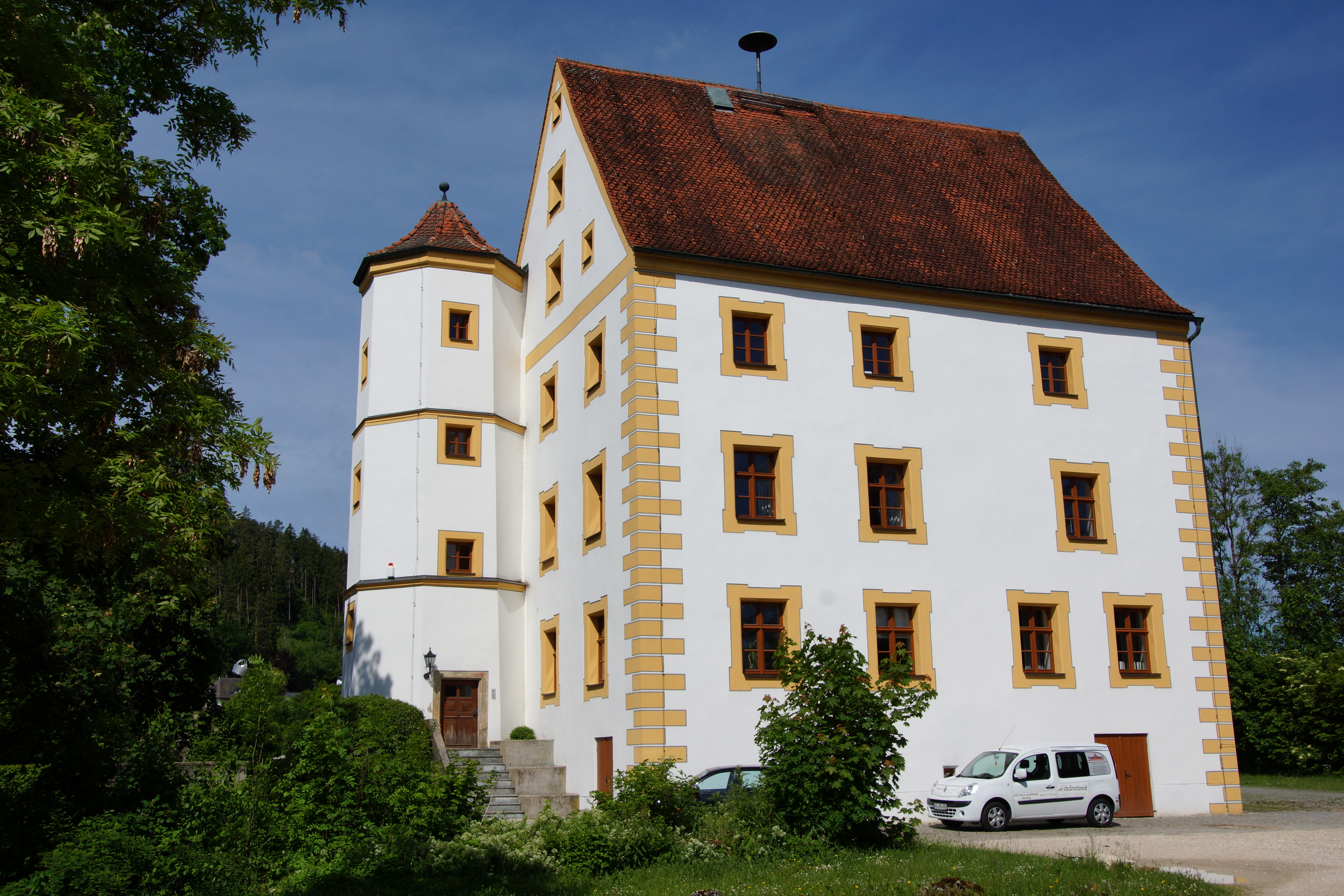
Oberes Schloss Schmidmühlen

Das Obere Schloss Schmidmühlen ist ein denkmalgeschütztes Gebäude in der oberpfälzischen Gemeinde Schmidmühlen im Landkreis Amberg-Sulzbach von Bayern (Rathausstraße 1). Die Anlage wird als Bodendenkmal unter der Aktennummer D-3-6737-0058 im Bayernatlas als „archäologische Befunde und Funde im Bereich des Oberen Schlosses von Schmidmühlen, zuvor mittelalterliche Burg“ geführt. Ebenso ist sie unter der Aktennummer D-3-71-148-29 als denkmalgeschütztes Baudenkmal von Schmidmühlen verzeichnet.

## Geschichte
Schmidmühlen war um 1000 im Besitz der Grafen von Hohenburg. Die erste urkundliche Erwähnung von Schmidmühlen stammt von 1010 in einer Schenkungsurkunde an das Kloster St. Emmeram.

Schildbild des Reimbot von Schmidmühlen, heute Marktwappen von Schmidmühlen

Das Obere Schloss ist als Wasserburg der Herren von Schmidmühlen errichtet worden. Ab Mitte des 12. Jahrhunderts sind diese hier, beginnend mit Ernst von Schmidmühlen (1166–1170), nachweisbar.
Eberhard von Schmidmühlen (1270–1284) und seine Gattin Jakobäa von Sinzenhofen waren die Eltern von Albert von Schmidmühlen, Abt von Kloster St. Emmeram (1324–1358). Das Marktwappen von Schmidmühlen mit Mühlrad und Hammer erschien erstmals 1311 als Schildbild des Reimbot von Schmidmühlen. 1363 sind hier die Brüder Ulrich und Hans Ettenstetter ansässig. 1367 werden sie von Ulrich Wolf von Nabburg, Richter zu Rieden, abgelöst. 1371 hat Pfalzgraf Ruprecht I. das Haus zu Schmidmühlen an Ott den Wolf von Nabburg, dessen Söhne Ortlieb (später Richter zu Murach) und Heinrich sowie dessen Neffen Heinrich Wolf verliehen. Heinrich Wolf, ein Sohn des Ott, wird als Richter zu Rieden 1385, 1387, 1389 erwähnt. Er heiratete 1381 Osanna Paulsdorferin, die Witwe des Roger Punzinger († 1391), der zuvor (1371, 1373, 1375, 1379) das Richteramt in Rieden ausgeübt hatte. Heinrich Wolf nennt sich auch nach Schmidmühlen. Eine andere Osanna (vermutlich die Tochter der zuvor genannten) wird 1408 als Ehefrau des Georg Ettenstatters erwähnt.
Auf die Wolfs folgen 1407 Georg Ettenstetter, 1463 Lienhard Haug, 1514–1532 Heinrich Alberger von Würzburg und 1546–1551 Wilhelm Hausner von Winbuch. Diese Familie blieb bis 1655 im Besitz des Oberen Schlosses. Georg Hausner von Winbuch (1595–1614), Pfleger zu Regenstauf, war der Erbauer des jetzigen Schlosses. Die Jahreszahl 1600 befindet sich an einem der prächtigen Türgewände des Rittersaals. Nach den Brüdern Hans Jakob, Ludwig und Bartholome Hausner von Winbuch (1614–1655), gelangte der Besitz 1655 an Christoph von Kürmreuth. Von 1676 bis 1720 kam der kurfürstliche Rat und Kämmerer Wilhelm Franz Freiherr von Spiering, Herr von Fronberg, in den Besitz des Schlosses.
Ab 1720 war hier Carl Wilhelm Freiherr von Spier. Diese Familie blieb bis 1777 im Besitz des Schlosses. Danach ging der Besitz an das 1777 Adelige Damenstift Niedermünster zu Regensburg. Bei der Säkularisation von 1803 wurde das Schloss eingezogen und 1829 an den Rösslwirt und Posthalter Michael Schmid veräußert. Dieser wird 1866 von Isidor Rubenbauer, ebenfalls Rösslwirt und Posthalter, abgelöst. Um 1900 war das obere Schloss unbewohnt. Es diente seit vielen Jahrzehnten zur Aufbewahrung von Hopfen und Getreide. 1919 verkaufte es Josef Rubenbauer an den Nürnberger Architekten Jakober, der es wieder renovierte und bewohnbar machte. Auf ihn folgt Baron von Clanner Engelzhofen aus Prag und auf diesen 1923 Ferdinand Eichenseer.
Während des Zweiten Weltkrieges und danach hatte das Obere Schloss unter Einquartierungen durch die Besatzungsstreitkräfte schwer gelitten. So wurde im zweiten Stock ein wertvoller Keramikofen zerstört. In der Zeit des Zweiten Weltkrieges waren auch der Kindergarten und von 1947 bis 1960 zwei Klassen der Volksschule im Schloss untergebracht.
1937 ging das Schloss in den Besitz der Marktgemeinde Schmidmühlen über. Seit der Nachkriegszeit dient das Schloss dem Markt Schmidmühlen als Rathaus. Zwischen 1977 und 1980 erfolgte eine gründliche Restaurierung, bei der das Schloss und auch der Schlossgarten sein Gesicht veränderten. Die Renovierung wurde 2003 beendet.

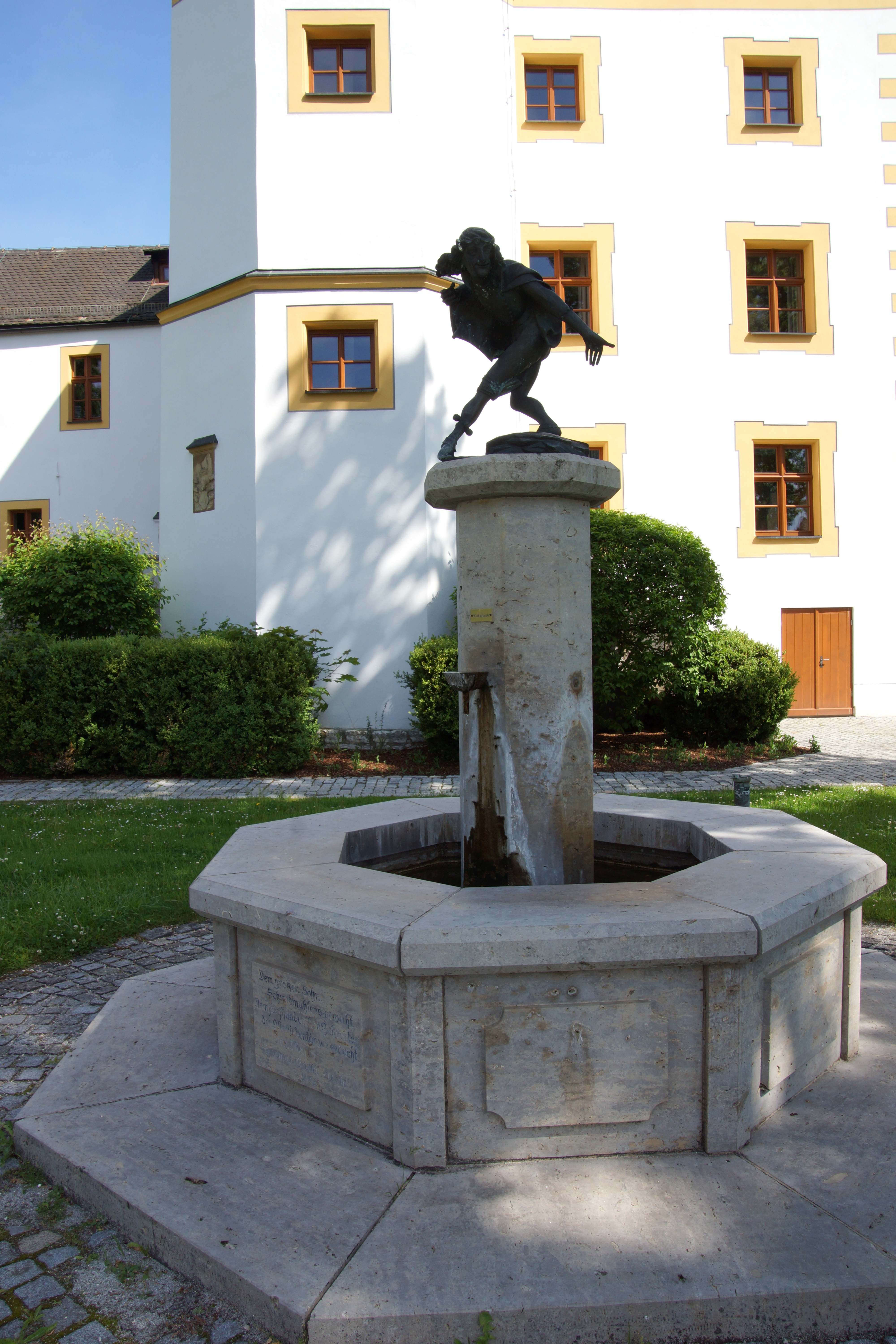
Moriskenbrunnen vor dem Oberen Schloss Schmidmühlen

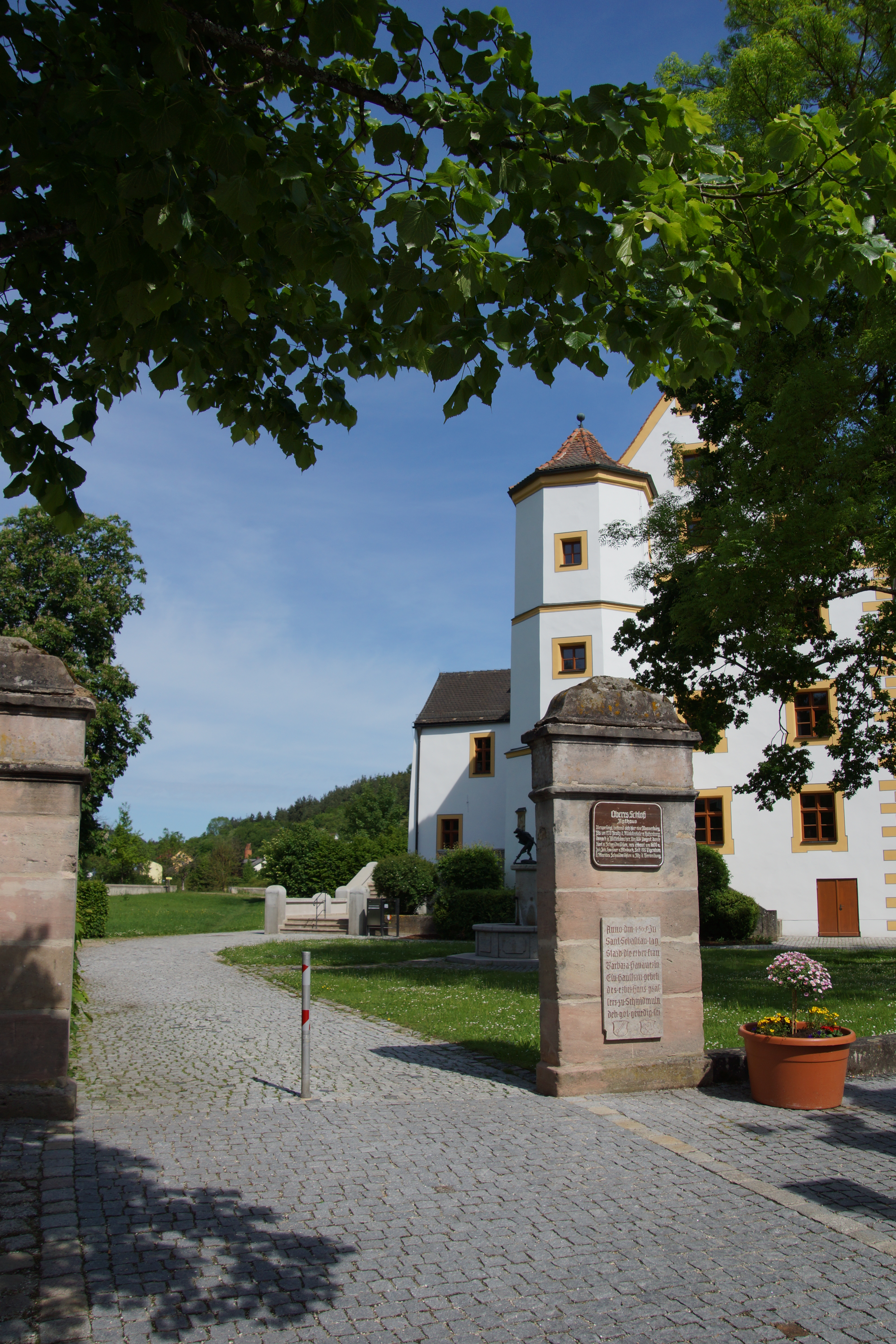
Gartenpfeiler zu dem Oberen Schloss Schmidmühlen

## Schloss Schmidmühlen heute
Das Obere Schloss ist ein dreigeschossiger, verputzter Massivbau mit Satteldach. Angebaut ist ein oktogonaler Treppenturm und im Westen ein weiterer Anbau. In diesem Schloss befand sich auch im Erdgeschoss eine kleine Kapelle, die jedoch seit langem zugeschüttet und zugemauert wurde. Oben im Turm ist ein runder, mit Blumen und Rosetten bemalter Plafond, der von einer zierlichen Holzsäule gestützt wird. Das gesamte zweite Obergeschoss gehört durch seine Ausstattung zu den interessantesten Beständen der deutschen Renaissance. Die sich dort befindliche profanen Wandmalereien erinnern an die der herzoglichen Burg Trausnitz in Landshut und zeigen in der moralisierenden Art der Renaissance Tugenden und Monatsdarstellungen. In zwei Stockwerken ist reicher Akanthusstuck von Phillip Jakob Schmuzer (Wessobrunner Schule) von 1715 vorhanden. Dieser schuf auch die Stuckaturen in der Klosterkirche von Ensdorf.
Vor dem Schloss steht auf dem Brunnen das gegossene Abbild eines Moriskentänzers und erinnert an den Schmidmühler Bildhauer Erasmus Grasser, der die berühmten spätgotischen Moriskentänzer für den Festsaal im Alten Rathaus zu München geschaffen hat. Die Garteneinfassung besteht aus roten Sandsteinpfeilern und stammt aus dem Ende des 18. Jahrhunderts.
In dem Schloss ist auch das Heimat- und Vereinsmuseum von Schmidmühlen untergebracht.